# Негрыш
Негрыш — упразднённая деревня на территории Торопецкого муниципального округа Тверской области России. Ныне урочище. 

## Название
В XIX веке известна под двойным названием:
Ефремовское (Негражи). В советское время — Негрыш.

## География
Согласно «Списку населённых мест Российской империи по сведениям 1859—1873 годов» деревня Ефремовское (Негражи) стояла при рч. Негорожке.
Возле деревни Негрыш стояли деревни Яблонька, Тишково, Садеженки, Овсище

### Климат
Местность относится к умеренному поясу северного полушария и находится в области переходного климата от океанического к материковому. Лето с температурным режимом +15…+20 °С (днём +20…+25 °С), зима умеренно-морозная −10…−15 °С; при вторжении арктического воздуха до −30…-40 °С.
Среднегодовая скорость ветра 3,5—4,2 метра в секунду.
6.5844, 31.2560

## История
Упоминается на Топографической карте СССР  1953-1989 годов

## Население
Согласно «Списку населённых мест Российской империи по сведениям 1859—1873 годов» проживали 43 человека, из них 23 мужчины, 20 женщин.

## Инфраструктура
Личное подсобное хозяйство с зоной сельскохозяйственного использования, индивидуальная застройка усадебного типа. К 1873 году было 6 дворов.

## Транспорт
Просёлочные дороги к соседнем деревням отмечены на предвоенной карте.